# Ходзьо Токіудзі
Ходзьо Токіудзі (*北条 時氏, 1203  —29 липня 1230) — 2-й кітаката (північний очільник) Рокухара-тандай у 1224—1230 роках.

## Життєпис
Походив з самурайського роду Ходзьо. Старший син Ходзьо Ясутокі (тоді сина сіккена Ходзьо Йосітокі). Народився у 1203 році.
У 1221 році разом з батьком виступив проти військ екс-імператора Ґо-Тоба і імператора Дзюнтоку (смута Дзьокю). У битві біля Уджігави виявив надзичайну звитягу, першим під стрілами перетнувши річку Уджі. Слідом за цим брав участь у захопленні Кіото. Після перемоги повернувся до Камакури.
У 1224 році після того, як батько став сіккеном Ходзьо Токіудзі призначено кітакатою Рокухара-тайндай. Зумів повністю зміцнити владу бакуфу в Кіото та встановити таємний поліцейський контроль над імператорським двором. 1227 року надано молодший п'ятий ранг. 1228 року придушив заворушення поблизу Кіото. Батько планував зробив його наступниким сіккеном, але Токіудзі раптово захворів й помер 1230 року.

## Родина
Дружина — Мацусіта-дзенні (черниця в міру Мацусіта), донька Адаті Каґеморі
Діти:
- Ходзьо Цунетокі
- Ходзьо Токісада
- Ходзьо Токійорі
- Хівада-хіме, дружина сьоґуна Кудзьо Йоріцуґу
- донька, дружина Асікаґа Ясуудзі
- донька, дружина сина Ходзьо Токісада
- донька